# Schadschwelle
Schadschwelle oder Schadensschwelle ist ein Begriff aus der Landwirtschaft, der Forstwirtschaft und dem Gartenbau. Er gibt die Befallsdichte mit Schaderregern, Krankheiten oder den Besatz mit Unkräutern an, ab denen eine Bekämpfung wirtschaftlich sinnvoll wird. Bis zu diesem Wert ist der wirtschaftliche Mehraufwand durch eine Bekämpfung größer als der zu befürchtende Erlösverlust. Übersteigt der Befall oder die Verunkrautung diesen Wert, werden die Bekämpfungskosten durch den zu erwartenden Mehrerlös gedeckt.
Jede Bekämpfung eines Schädlings oder einer Krankheit beansprucht Ressourcen, sei es Zeit oder Geld, und hat oft noch weitere Auswirkungen, die wiederum Zeit und Geld in Anspruch nehmen. Um eine ökonomisch richtige Entscheidung zu treffen, sind all diese Faktoren zu bedenken. Da nicht in jedem Einzelfall eine genaue Analyse erstellt werden kann, geht man meist von einer durch Erfahrung oder wissenschaftliche Untersuchungen festgelegten Schadschwelle aus.
Je nach dem Wesen eines Schädlings oder einer Krankheit kann die Schadschwelle sehr unterschiedlich sein. Bei Schädlingen oder Krankheiten, die nur mit großem Aufwand und mit negativen Begleiterscheinungen für die weitere Produktion zu bekämpfen sind, kann die Schadschwelle sehr hoch sein. Kann jedoch schon ein geringer Befall zu einem Ausbreitungherd werden, der die gesamte Produktion zu vernichten droht, kann die Schadschwelle sehr niedrig sein.
Beispielsweise kann eine einzige Infektion mit dem Feuerbrand eine gesamte Obstplantage zerstören, weshalb die Schadschwelle hier sehr niedrig liegt. Bei einem Befall mit Spinnmilben können oft relativ viele Tiere geduldet werden, da eine Schädigung nur bei einem massiven Befall eintritt und eine Bekämpfung gleichzeitig Nützlinge wie etwa Raubmilben schädigen würde, so dass es erst recht zu einer Massenvermehrung der Spinnmilben käme.
Während die Schadschwelle bei Schädlingen eine Hilfe für die Entscheidung eines möglichen Einsatzes von Insektiziden durch einzelne Landwirte darstellt, erfolgt ein Warndienstaufruf durch offizielle Stellen. Dieser wird ausgelöst, wenn eine ganze Region durch Schädlinge bedroht wird, also die Gefahr besteht, dass die Schadschwelle innerhalb eines größeren Gebiets überschritten wird. Ein solcher Warndienstaufruf erfolgte z. B. durch das Amt für Ernährung, Landwirtschaft und Forsten Deggendorf beim Starkbefall von Rapsglanzkäfern.